# Segunda República de Vermont

Bandera de la República de Vermont, símbolo del independentismo de Vermont.

Segunda República de Vermont (también SVR, siglas de Second Vermont Republic) es un partido político del estado de Vermont (Estados Unidos).
Su fin es la vuelta de una República de Vermont independiente de Estados Unidos, como ya fuese entre 1777 y 1791. Sus ideas se basan en el libro El Manifiesto Vermont (2003) de Thomas Naylor, profesor de Economía en la Universidad de Duke.
En 2005, el grupo tenía 125 miembros.
- Datos: Q2590465